# Malthinus kadleci
Malthinus kadleci es una especie de coleóptero de la familia Cantharidae.

## Distribución geográfica
Habita en Siria.